# Zimina
Lo Zimina (in russo Зимина?) o Zimin (in russo Зимин?) è uno stratovulcano complesso della Kamčatka, in Russia.

## Descrizione

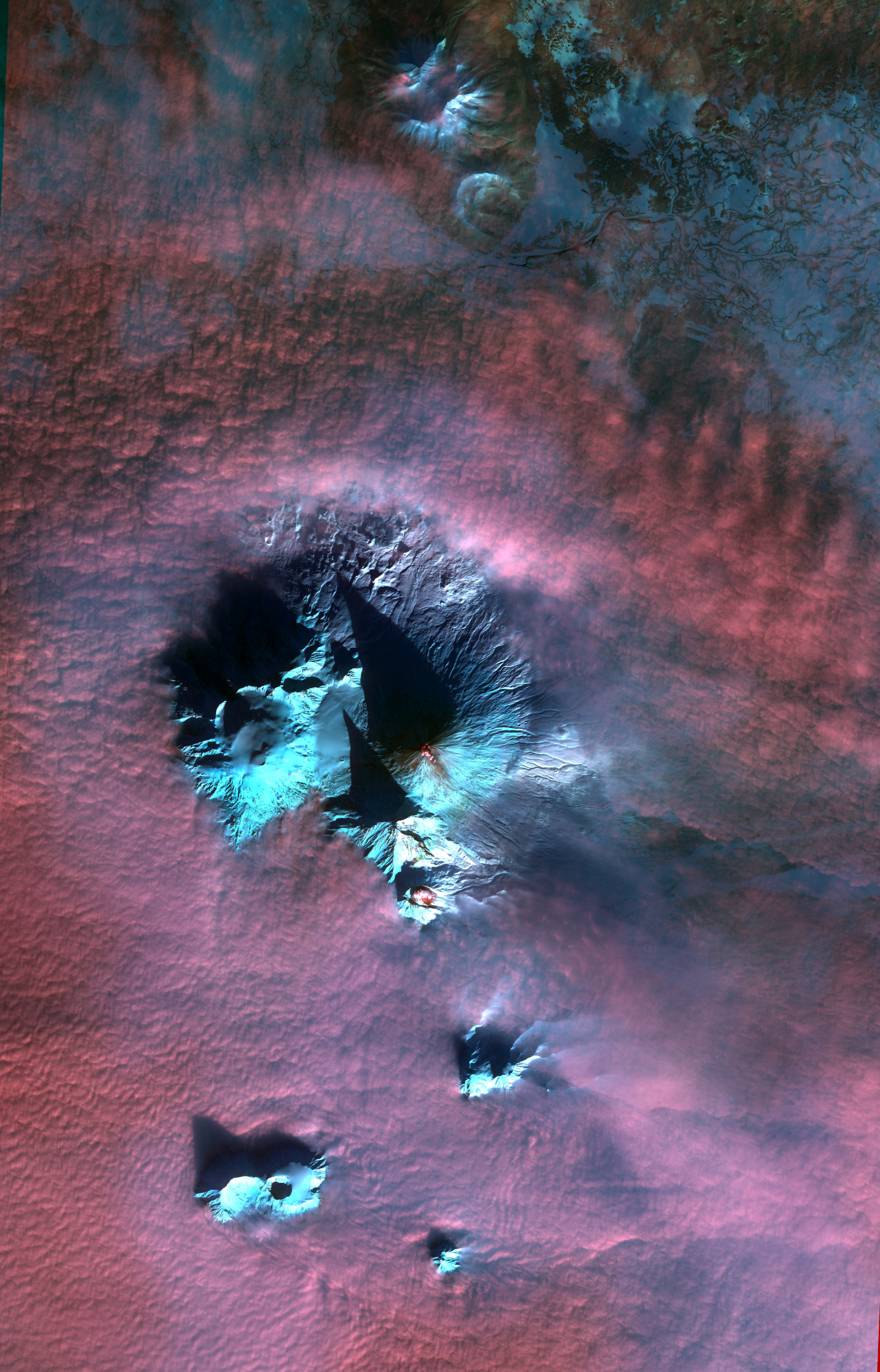
Un'immagine satellitare del gruppo vulcanico del Ključevskaja Sopka.

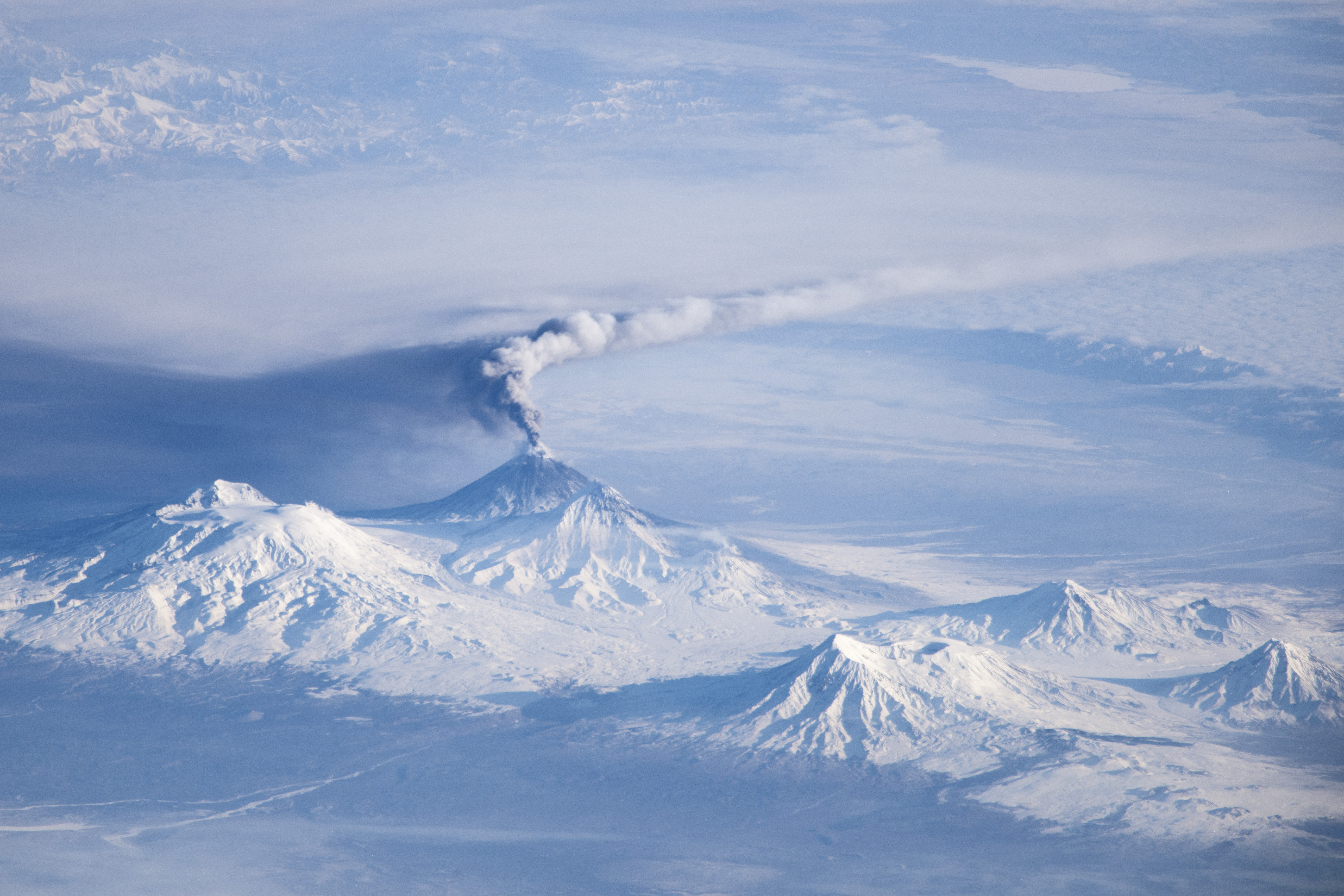
Lo Zimina (secondo da destra) durante l'eruzione del Ključevskaja Sopka, fotografato dalla ISS il 16 novembre 2013. Si vedono anche i vulcani Uškovskij, Kamen', Bezymjannyj, Tolbačik e Udina.

Apparteine al gruppo vulcanico del Ključevskaja Sopka e comprende due picchi: l'Ovalnaja Zimina (3018 m s.l.m.) e l'Ostraja Zimina (3081 m s.l.m.).
È situato a circa 25 km a sud del massiccio del vulcano Ključevskaja Sopka e 20 km a est del complesso di Tolbačik.